# Qualified
Qualified is een nummer van de Nederlandse band Loïs Lane uit 1992. Het eerste single van hun derde studioalbum Precious.
Zoals meerdere tracks op het album "Precious", werd "Qualified" geschreven en geproduceerd door Prince. De opnames van het nummer vonden dan ook plaats in Prince zijn Paisley Park Studios. "Qualified" werd een hit in Nederland en bereikte de 8e positie in de Nederlandse Top 40. Buiten Nederland werd de plaat, ondanks de medewerking van Prince, geen hit.

## Tracklijst
- Cd-single

1. "Qualified" - 4:48
2. "Need a Little Space" - 4:32
3. "So Long" - 4:15